# François Rous
François Rous, batejat com a François, Joseph, Jean Rous, nasqué a Prada (Conflent), el 4 de novembre del 1828, i morí a Banyuls de la Marenda (Rosselló) el 28 de juny del 1897. Fou un sacerdot que va exercir sempre a les seves terres nadiues, i fou una personalitat en el món vitivinícola. També és conegut com a Francés Rous o abbé Rous.

## Biografia
François Rous fou ordenat sacerdot a Perpinyà (Rosselló) el 21 de maig del 1853, i va esdevenir professor al Petit Seminari de Prada. Va ser nomenat vicari l'1 de febrer del 1855 a Ribesaltes (Rosselló), i va passar l'1 d'octubre del 1860 a la parròquia de Sant Mateu de Perpinyà. Amb trenta-cinc anys va ser promogut a rector de Sant Esteve del Monestir (Rosselló) el 15 de desembre del 1863. Fou després rector d'Estagell (Rosselló) (1 de novembre del 1866), després de Nefiac (Rosselló) (1 d'octubre del 1870), i finalment de Banyuls de la Marenda (1 de març del 1871). Posà la primera pedra de la nova església parroquial de Banyuls de la Marenda aquell mateix any, i encarregà una imatge de la Mare de Déu a l'escultor Alexandre Oliva per a l'altar major. L'església fou inaugurada el 1888.
Constatà que la vella església romànica de la Rectoria era massa petita per a acollir tots els fidels, i calia engrandir-la i restaurar-la. Va imaginar el mitjà de finançar els seus projectes sense apel·lar a la generositat pública, i el 1873 es va adonar de la potencialitat que li oferia el vi de missa. Fou així que es va llançar al comerç de vins, anomenats per ell «l’obra del vi de missa». Va esdevenir aviat un negoci pròsper, amb uns beneficis de 400.000 francs d'or de l’època.
L’abbé Rous va jugar un gran rol en la revalorització de la vinya com a promotor del vi de Banyuls. La seva primera preocupació fou adquirir cellers on va emmagatzemar vins dolços, però també vins secs de la plana rossellonesa, cosa que li donà la possibilitat de fornir vins de qualitat que podia deixar envellir, i que farien les delícies dels eclesiàstics.
En efecte, cal saber que el clergat francès constituí per a la seva empresa una bona xarxa de distribució i una clientela prou apreciable. Per a això, va seguir unes certes regles, una de les quals era: fer un vi natural, no gens tractat. Des d'aquell moment l'obra del vi de missa va esdevenir ràpidament un negoci comercial pròsper. El 1872, el Ministeri dels Cultes francès va dictaminar que es podria deixar el capellà de continuar el seu negoci en pau.
Així, el sacerdot pogué construir bastant ràpidament la seva església, comprar una rectoria, mantenir dos, després tres vicaris, sostenir obres parroquials, ajudar la nova parròquia de Cervera de la Marenda, acabada de crear, i fer generoses almoines als pobres, així com ajudar les persones necessitades. La seva taula restava sempre oberta als qui passaven gana. Fou així que ajudà generosament Arístides Maillol, aleshores jove artista pintor en els seus inicis, escultor tot seguit, el qual li va agrair pintant-li un quadre que representava l'abbé Rous de mida natural.
El 1879, però, es va posar en qüestió la seva obra amb l'ascens de l’oposició republicana a la política francesa. La municipalitat, així com 28 negociants i propietaris començaren a discutir el seu negoci, creient que el capellà els provocava grans perjudicis financers. Aquests darrers van adreçar al Ministeri dels Cultes una violenta denúncia, i el 1888, el Consell General dels Pirineus Orientals li van prohibir de comerciar. François Rous va haver d'acabar resignant-se, malgrat la seva resistència i la seva perseverància. Morí el 1896, i el seu negoci de vins de missa desaparegué amb ell.
Resta encara avui dia l'església de Banyuls de la Marenda i el quadre pintat per Arístides Maillol.

## Publicacions
- P. Jammet. Catalanes y catalanades (in-16), 1873, p. 207.